# Banksia lindleyana
Banksia lindleyana (Meisn., 1855) è una pianta appartenente alla famiglia delle Proteaceae, endemica dell'Australia occidentale.